# Kotrčiná Lúčka
Kotrčiná Lúčka (in ungherese Kaszásrét) è un comune della Slovacchia facente parte del distretto di Žilina, nella regione omonima.